# 펠라 쿠티
펠라 쿠티(영어: Fela Kuti, 1938년 10월 5일 ~ 1997년 8월 2일)는 나이지리아의 음악가, 작곡가, 아프로비트 음악 장르 개척자 그리고 인권 운동가였다. 그는 "슈퍼스타, 가수, 음악가, 범아프리카주의, 일부다처주의자, 신비주의자, 전설"로 불렸다. 그의 인기가 절정에 달했을 때, 그는 아프리카에서 가장 매력적이고 카리스마 있는 음악 연주자들 중 한 명으로 불렸다.

## 생애

### 인생 및 경력

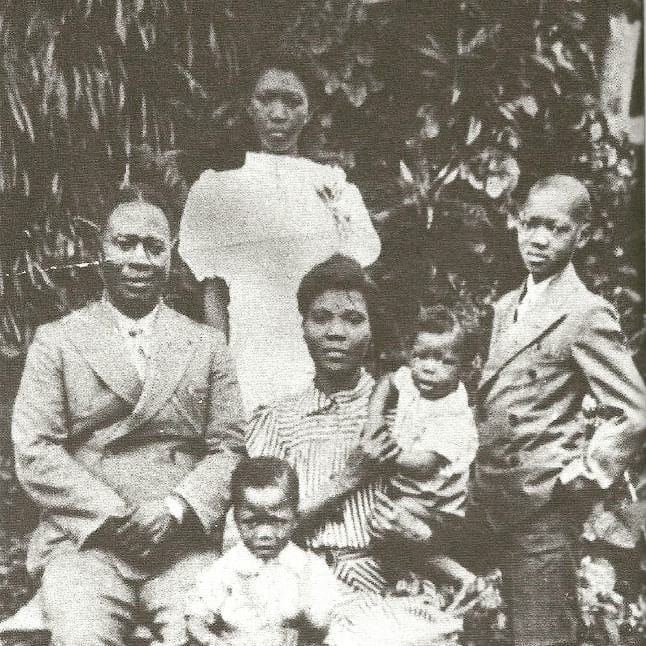
이즈라엘 목사와 그 옆에 있는 푼밀라요, 돌루는 뒤에 있고, 펠라는 전경에 있고, 무기를 든 아기는 이름이 정해지지 않았고 (아마도 베코), 올리코이는 오른쪽에 있다.

펠라는 1938년 10월 15일, 나이지리아 오군주 아베오쿠타에서 태어난 올루펠라 올루세군 올루도툰 랜섬쿠티(영어: Olufela Olusegun Oludotun Ransome-Kuti)라는 이름으로 당시 영국 식민지 나이지리아의 중산층 가정에서 태어났다. 그의 어머니인 푼밀라요 랜섬쿠티는 학교 교사이자, 반 식민 운동에서 페미니스트였고, 그의 아버지인 이즈라엘 올루도툰 랜섬쿠티 목사는 영국 성공회 교사인 나이지리아 교사 연합의 초대 대통령이었다. 그의 형제인 베코 랜섬쿠티와 올리코이 랜섬쿠티는 나이지리아에서 잘 알려져 있다. 펠라는 나이지리아 작가이자 노벨상 수상자인 월레 소잉카의 사촌으로 노벨 문학상을 받은 최초의 아프리카인이다.
그는 아베오쿠타 그라마르 학교에 다녔다. 후에 그는 1958년 의학을 공부하기 위해 런던으로 보내졌지만 대신 트럼펫이 그가 선호하는 악기인 트리니티 음악 대학에서 음악을 공부하기로 결정했다. 그 곳에 있는 동안, 그는 재즈와 하이라이프를 융합한 곡을 연주하면서, 그룹 쿨라 로비토스를 결성했다. 1960년에 펠라는 그의 첫 번째 아내인 레미레쿤 (레이) 테일러와 결혼했고, 그는 세 아이를 가질 것이다(페미, 예니 그리고 솔라). 1963년 펠라는 나이지리아로 돌아와 쿨라 로비토스를 재연하고 나이지리아 방송국에서 라디오 프로듀서로 교육 받았다. 그는 빅토르 올라야와 그의 올스타와 함께 아까부터 공연을 했다.
1967년, 그는 새로운 음악적 방향을 생각해내기 위해 가나로 갔다. 그때 쿠티가 처음으로 그의 음악을 아프로비트라고 불렀다. 1969년, 펠라는 그 밴드를 미국으로 데려갔고 그곳에서 그들은 로스앤젤레스에서 10개월을 보냈다. 그 곳에서 펠라는 흑표당의 당파인 산드라 스미스(현 산드라 아이즈다어)를 통해 블랙 파워 운동을 발견했다. 그 경험은 그의 음악과 정치적 관점에 큰 영향을 미칠 것이다. 그는 밴드의 이름을 "나이지리아 '70"이라고 지었다. 그 후 곧, 이민과 귀화 서비스는 한 기획자에 의해 펠라와 그의 밴드가 업무 허가 없이 미국에 있었다는 것을 알렸다. 이 밴드는 즉시 로스앤젤레스에서 빠른 녹음 세션을 수행했는데, 이것은 나중에 《The '69 Los Angeles Sessions》으로 발매될 것이다.

### 1970년대
펠라와 그의 밴드가 나이지리아로 돌아온 후, 그 그룹은 서정적인 주제가 사랑에서 사회적 문제로 바뀌면서 "아프리카 '70"으로 이름을 바꾸었다. 그 후 그는 칼라쿠타 공화국, 공동체, 녹음 스튜디오, 그리고 그가 나중에 나이지리아 국가로부터 독립했다고 선언한 밴드와 연관된 많은 사람들을 위한 집을 만들었다. (린지 배럿에 따르면, 인도의 캘커타 블랙홀에서 유래된 "칼라쿠타"라고 한다.) 펠라는 엠파이어 호텔에 나이트클럽을 차렸고, 처음에는 아프로스팟, 그 다음에는 아프리카 신사라고 이름지었는데, 그곳에서 그는 정기적으로 공연을 했고 조상의 믿음을 위해 개인화된 요루바 전통 의식에 참석했다. 그는 또한 "나는 내 운명의 주인이 될 것이고 죽을 때가 언제인지 결정할 것이다"라는 해석으로 자신의 이름을 아니쿨라포로 바꾸었다. 그는 그것이 노예 이름이었기 때문에 하이픈으로 된 "랜섬"의 사용을 중단했다.
펠라의 음악은 나이지리아 국민들과 아프리카인들 사이에서 일반적으로 인기가 있었다. 사실, 그는 그의 음악을 아프리카 전역에서 즐길 수 있도록 하기 위해 피진 영어로 노래를 하기로 결정했는데, 아프리카에서는 지역 언어가 매우 다양하고 많다. 펠라의 음악이 나이지리아와 다른 곳에서 인기를 끌게 된 만큼, 그것은 또한 집권 정부에게도 매우 인기가 없었고 칼라쿠타 공화국에 대한 급습도 잦았다.

### 1980년대 이후
쿠티가 반대하는 모하마두 부하리 정부는 1984년 국제사면위원회 등이 정치적 동기라고 비난한 화폐 밀수 혐의로 그를 투옥시켰다. 엠네스티는 그를 양심수라고 지명했고 그의 사건은 다른 인권단체들에 의해서도 받아들여졌다. 20개월 후, 그는 이브라힘 바방기다 장군에 의해 감옥에서 풀려났다. 그는 풀려난 나머지 12명의 아내와 이혼하면서 "결혼은 질투와 이기심을 불러온다"고 말했다.
다시 한 번, 펠라는 이집트 '80와 함께 계속해서 앨범을 발매했고, 미국과 유럽을 성공적으로 순회했으며, 정치적으로도 활동적이었다. 1986년 펠라는 국제사면위원회 콘서트 "희망 콘서트"의 일환으로 뉴저지주 자이언츠 스타디움에서 공연을 하며 보노, 카를로스 산타나, 네빌 브라더스와 이 법안을 공유했다.

### 사망
1997년 8월 3일, 이미 저명한 에이즈 활동가이자 전 보건부 장관인 올리코이 랜섬쿠티는 하루 전 AIDS와 관련된 합병증으로 그의 남동생의 사망을 발표했다. 그러나 쿠티가 HIV/AIDS와 관련된 합병증으로 사망했다는 명확한 증거는 없으며, 많은 회의적 시각이 이 주장을 널리 퍼뜨린 원인과 출처를 둘러싸고 있다.
예를 들어, 펠라는 HIV/AIDS 감염의 증상인 카포시의 사라코마로 인해 고통을 받았고 사망했을 수도 있다고 널리 알려져 있다. 그러나 눈에 띄는 병변을 가진 쿠티의 알려진 사진은 없다. 게다가 쿠티는 그의 유해가 완전한 공개를 위해 5면 유리 관에 싸여 있는 상태로 누워있는 것을 영광으로 여겼다. 100만 명 이상의 사람들이 옛 신궁 유적지에서 있었던 펠라의 장례식에 참석했다. 뉴 아프리카 신전은 펠라가 죽은 이후 그의 아들 페미의 감독 아래 라고스의 다른 지역에서 문을 열었다.

## 음반 목록
- Fela Fela Fela (1969년)
- Fela's London Scene (1971년)
- Why Black Man Dey Suffer (1971년)
- Live! (1971년)
- Open & Close (1971년)
- Shakara (1972년)
- Roforofo Fight (1972년)
- Afrodisiac (1973년)
- Gentleman (1973년)
- Confusion (1975년)
- Expensive Shit (1975년)
- He Miss Road (1975년)
- Zombie (1976년)
- Stalemate (1977년)
- No Agreement (1977년)
- Sorrow Tears and Blood (1977년)
- Shuffering and Shmiling (1978년)
- Black President (1981년)
- Original Sufferhead (1981년)
- Unknown Soldier (1981년)
- Army Arrangement (1985년)
- Beasts of No Nation (1989년)
- Confusion Break Bones (1990년)
- The Best Best of Fela Kuti (1999년)
- The '69 Los Angeles Sessions (1969년/2010년)

## 이슈와 사건
음악은 무기라는 사고를 가지고 있었으며 1976년 《Zombie》라는 음반으로 나이지리아의 정부를 공격한다. 이에 대한 보복으로 그 당시 나이지리아 정부는 군인들을 시켜 펠라 쿠티의 어머니를 3층 아파트에서 던져 살해한다.

## 주요 경력
- 1958년 영국 식민지 나이지리아 라고스에서 기타 연주자로 첫 데뷔.
- 1971년 나이지리아 공화국 라고스에서 가수 데뷔.
- 1982년 미국 다큐멘터리 영화 《Fela Kuti: music is the weapon》으로 영화배우 데뷔.